# Майкл Паркес
Майкл Паркес (Пейркс, англ. Michael Parkes) — американський живописець, засновник течії магічного реалізму, майстер фантастичного живопису та літографії. Він спеціалізується на живописі, кам'яних літографіях та скульптурі.

## Біографія
Народився в 1944 році, в містечку Сайкстоун, штат Міссурі в Америці. Паркес почав малювати ще до того, як навчився читати і писати. Відвідував художню школу, де зустрів Марію Седофф — кохання свого життя — жінку-художницю і музиканта, на якій він одружений понад 30 років.
Вивчав мистецтво живопису і графіки в Канзаському університеті, після чого три роки мандрував по Європі і Азії. З 1975 оселився в Іспанії.
Унікальний стиль живопису Паркеса склався в період ізоляції від суспільства поп-культури, коли він кинув вивчення і практику живопису і відправився в Індію в пошуках філософських істин і просвітління.
Практично всі твори Паркеса зараз знаходяться в приватних колекціях. Останнім часом Майкл Паркес живе і працює у Швейцарії.

## Виставки
Персональні виставки на Ярмарку Мистецтва в Базелі (Швейцарія), Арт Чикаго, Нью-Йорк Арт Експо, Книжковий Ярмарок у Франкфурті, Ярмарок Мистецтва в Амстердамі, а також виставлявся в престижних галереях Амстердама, Парижа, Нью-Йорка, Лос-Анжелеса, Сан Франциско, в Данії, Італії, США.
У 2007 Майкл був почесним гостем міжнародної виставки «Венера і Жіноча інтуїція» (Venus and the Female Intuition), яка проходила у Данії та Голландії. У тому ж році, роботи Паркеса ожили в балетній постановці Театру Танцю Скорпіус, Фенікс, США (Scorpius Dance Theater of Phoenix).

## Виноски
1. ↑  RKDartists
2. ↑  Зведений список імен діячів мистецтва
3. ↑  Архівована копія. Архів оригіналу за 23 листопада 2009. Процитовано 8 лютого 2011.{{cite web}}:  Обслуговування CS1: Сторінки з текстом «archived copy» як значення параметру title (посилання)